# Strasbourg, Saskatchewan
Strasbourg är en ort i Kanada.   Den ligger i provinsen Saskatchewan, i den sydöstra delen av landet, 2 200 km väster om huvudstaden Ottawa. Strasbourg ligger 545 meter över havet och antalet invånare är 752.
Terrängen runt Strasbourg är platt. Runt Strasbourg är det ganska glesbefolkat, med 36 invånare per kvadratkilometer.. Det finns inga andra samhällen i närheten.
Trakten runt Strasbourg består till största delen av jordbruksmark.